# Anigozanthos bicolor
Anigozanthos bicolor là một loài thực vật có hoa trong họ họ Huyết bì thảo. Loài này được Endl. mô tả khoa học đầu tiên năm 1846.